# Михаил Пахер
Михаил Пахер (рођен око 1435. у Тиролу — умро августа 1498. Салзбург? Салзбуршка архибискупија), био је сликар позне готике и вајар у дрвету. Сматра се првим умјетником који је увео принципе ренесансе у сликарство Њемачке. 
Врло мало тога је познато из његовог живота, али се мисли да ишао у Италију, гдје се сусрео са експериментима у перспективи италијанских умјетника Јакопа Белинија и Андреа Мантење. То путовање је највјероватније раније него што је Пахер почео рад на олтарној слици за цркву Ходочашћа св. Волфганга у Горњој Аустрији (централну слику је завршио 1479. а крила 1481. године.) Издужене фигуре се налазе на самој површини пиктуралног плана са високом тачком недогледа и дубоком архитектонском перспективом. Драматична скраћења на сценама као што су Протјеривање мјењача новца из храма и Рођење показују да је познавао Мантењине фреске у цркви Испосника у Падови. 